# Heinrich Nuhn (Historiker)
Heinrich Nuhn (* 11. Februar 1938 in Niederaula, Regierungsbezirk Kassel) ist ein deutscher Zeithistoriker, Pädagoge und Sachbuchautor. Nach seiner Tätigkeit an der Jakob-Grimm-Schule in Rotenburg an der Fulda gestaltete er als Kurator das dortige Jüdische Museum in der ehemaligen Mikwe, als dessen Betreuer er seit 2006 wirkt.

## Leben
Heinrich Nuhn studierte von 1958 bis 1964 an den Universitäten Marburg an der Lahn und Liverpool die Fächer Anglistik, Germanistik, Neuere Geschichte und Politik. Von 1964 bis 1966 war er Forschungsstipendiat der Stiftung Volkswagenwerk, 1989 wurde er im Fachbereich Gesellschaftswissenschaften und Philosophie der Philipps-Universität zu Marburg promoviert. Bis 2003 arbeitete Nuhn an der Jakob-Grimm-Schule Rotenburg an der Fulda als Lehrer, ebenso als pädagogischer Mitarbeiter am Hessischen Institut für Lehrerfortbildung (HILF) in Bad Hersfeld. Er hat sich intensiv mit der jüdischen und der NS-Geschichte sowie der Sozialgeschichte der Region auseinandergesetzt und dazu zahlreiche Darstellungen verfasst. Ebenso hat er Ausstellungen zur deutschen Überseewanderung und zur jüdischen Regionalgeschichte sowie Multimediaprojekte und Internetauftritte zu diesen Themen konzipiert und inhaltlich gestaltet. Er war maßgeblich an der Freilegung des Rotenburger jüdischen Ritualbades (Mikwe) sowie an dessen Nutzung als Jüdisches Museum beteiligt.
Heinrich Nuhn ist berufenes Mitglied der Kommission für die Geschichte der Juden in Hessen. 2001 wurde er für das Fachgebiet Zeitgeschichte in die Hessische Akademie ländlicher Raum (HAL) gewählt, für die er als Schriftführer im Vorstand wirkte, 2007 wurde er zum Ehrenmitglied der HAL berufen.

## Auszeichnungen und Ehrungen
- 1998 Förderpreis Hessische Heimatgeschichte des Hessischen Ministeriums für Wissenschaft und Kunst
- 1998 Goldene Ehrennadel des Vereins für hessische Geschichte und Landeskunde
- 2001 Ehrenplakette des Landkreises Hersfeld-Rotenburg
- 2003 Bundesverdienstkreuz am Bande
- 2005 Obermayer German Jewish History Award

## Schriften (Auswahl)
- Wahlen und Parteien im ehemaligen Landkreis Hersfeld 1867 bis 1970. Eine historisch-analytische Längsschnittstudie (= Quellen und Forschungen zur hessischen Geschichte. Bd. 74). Darmstadt und Marburg 1990, ISBN 3-88443-163-3.
- Der Kreis Rotenburg in der amtlichen Berichterstattung 1933 bis 1936. In: Rund um den Alheimer. Geschichte und Geschichten. Bd. 12. 1990.
- mit Karl-Heinz Riemenschneider: 55 Jahre danach. Die Nacht, in der die Synagogen brannten (Begleitschrift zur Ausstellung 1993/1994 in der Jakob-Grimm-Schule Rotenburg, im Studienzentrum der Hessischen Finanzverwaltung und Justiz in Rotenburg und in der Brüder-Grimm-Schule in Bebra aus Anlass des 55. Jahrestages der Reichspogromnacht).
- August Spies. Ein hessischer Sozialrevolutionär in Amerika. Opfer der Tragödie auf dem Chicagoer Haymarket 1886/87, Jenior & Pressler, Kassel 1992, 2., verb. Aufl. 1995, ISBN 3-928172-11-5 (Begleitbuch zu der Wanderausstellung „Amerika – Hoffnung und Illusion. Das Beispiel August Spies“, die in den Jahren 1992 bis 1998 in mehreren deutschen Museen gezeigt wurde).
- Der jüdische Friedhof in Rotenburg. In: Kulturgeschichte. Historische Stätten, Denkmäler, vergessene Orte und Museen im Kreis Hersfeld-Rotenburg. Hrsg. von Barbara Händler-Lachmann. Bad Hersfeld 1995, ISBN 3-9804841-0-6.
- Jiskor – Gedenke. Beiträge zur Geschichte der Rotenburger Juden. Verlag AG Spurensuche, Rotenburg a. d. Fulda 2. erw. Aufl. 1999, ISBN 3-933734-03-7 (Katalog zur Ausstellung „Spurenlos? 600 Jahre jüdisches Leben in Rotenburg/Fulda“, November 1998 im Rathaus der Stadt Rotenburg).
- Judenpredigten und Judentaufen – das Beispiel Rotenburg an der Fulda. In: Zeitschrift des Vereins für hessische Geschichte und Landeskunde. Bd. 102, 1997. ISSN 0342-3107.
- „Hier geht es wieder drüber und drunter – mit Äxten die ganze Nacht“. Rotenburg 1848 – Schauplatz antijüdischer Ausschreitungen. In: Zeitschrift des Vereins für hessische Geschichte und Landeskunde. Bd. 103, 1998. ISSN 0342-3107.
- Spuren jüdischen Lebens. Ein Rundgang durch Rotenburg a. d. Fulda. Medien und Dialog Klaus Schubert, Haigerloch 2001, ISBN 3-933231-18-3.
- Baumbachs jüdische Geschichte. In: Arbeitsgruppe Dorfgeschichte: 1000 Jahre Baumbach. Eine Reise durch die Zeit. Verlag AG Spurensuche, Rotenburg a. d. Fulda 2003, ISBN 3-933734-08-8.
- Die Mikwe in Rotenburg. In: Zeitschrift des Vereins für hessische Geschichte und Landeskunde. Bd. 110, 2005. ISSN 0342-3107.
- Die Rotenburger Mikwe. Kulturdenkmal und Zeugnis der Vielfalt jüdischen Lebens. Verlag AG Spurensuche, Rotenburg a. d. Fulda 2006, ISBN 3-933734-11-8.
- (als Hrsg. und Bearbeiter): Spurenlos? 600 Jahre jüdisches Kleinstadt- und Landleben in (Wald-)Hessen. Lokale Spuren im Raum Bad Hersfeld–Rotenburg an der Fulda. Multimedia-DVD, Verlag AG Spurensuche, Rotenburg a. d. Fulda 2008, ISBN 3-933734-05-3.
- Die Rotenburger Mikwe. In: Thea Altaras: Synagogen und jüdische rituelle Tauchbäder in Hessen – Was geschah seit 1945?, 2., aktualisierte, kombinierte und erweiterte Auflage, aus dem Nachlass hrsg. „Die Blauen Bücher“, Verlag Langewiesche, Königstein i. Ts. 2007, ISBN 978-3-7845-7794-4.
- mit Christoph Becker: Jüdisches Leben in Baumbach. Ein virtueller Rundgang. Multimedia-DVD, Verlag AG Spurensuche, 2. Aufl. Rotenburg a. d. Fulda 2008, ISBN 3-933734-06-1.
- (als Hrsg. mit Erhard Roy Wiehn und Bearbeiter mit Brigitte Meyer-Christ): Chanan Hans Flörsheim: Über die Pyrenäen in die Freiheit. Von Rotenburg an der Fulda über Leipzig nach Amsterdam und durch Frankreich und Spanien nach Israel 1923–1944. Hartung-Gorre Verlag, Konstanz 2008, ISBN 3-86628-167-6.
- mit Pascal Dreher: Vor aller Augen in Bebra und Umgebung. Multimedia-DVD, Verlag der Hassia Judaica, Rotenburg a. d. Fulda 2009.
- Stolpersteine für Rosa Hahn und 14 weitere Hersfelder Opfer des Holocaust. Gesellschaft für Christlich-Jüdische Zusammenarbeit, Bad Hersfeld 2010.
- Jüdische Schüler der Hersfelder Alten Klosterschule 1809 bis 1937. Multimedia-DVD, Konrad-Duden-Schule, Bad Hersfeld 2010.
- In Memoriam. 28 Hersfelder Opfer des Holocaust. Gesellschaft für Christlich-Jüdische Zusammenarbeit, Bad Hersfeld 2011.
- Spurensuche und Erinnerungsarbeit vor Ort – das Beispiel Rotenburg an der Fulda. In: Die Verfolgung der Juden während der NS-Zeit. Stand und Perspektiven der Dokumentation, der Vermittlung und der Erinnerung (= Schriften des Hessischen Staatsarchivs Marburg. Bd. 24). Marburg/Lahn 2011, ISBN 978-3-88964-205-9.
- mit Pascal Dreher und Inge Nuhn: In Memoriam. 43 Rotenburger Opfer des Holocaust. Verlag der Hassia Judaica, Rotenburg a. d. Fulda 2011.
- Anblicke, die einem nie wieder in Vergessenheit kommen werden. In: Zeitschrift des Vereins für hessische Geschichte und Landeskunde, Bd. 117/118, 2012/13, ISSN 0342-3107.